# Faculdade de Direito da Universidade Federal Fluminense

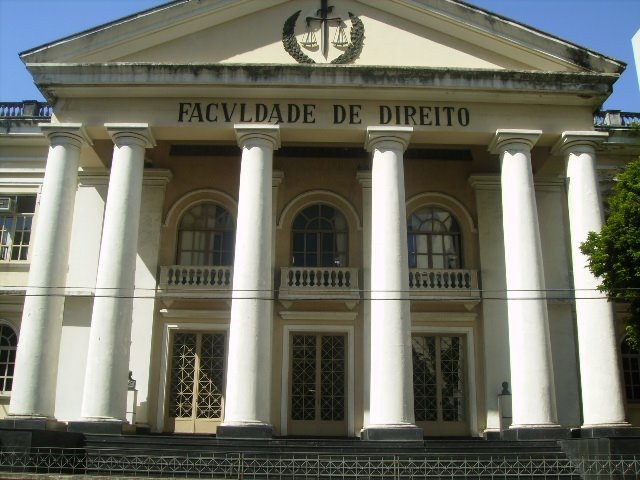
Faculdade de Direito UFF (2008).

A Faculdade de Direito da UFF é uma unidade de ensino brasileira da Universidade Federal Fluminense, fundada em 1912 e situada na Rua Presidente Pedreira, número 62, bairro do Ingá, em Niterói, Rio de Janeiro.
A Instituição figura entre as melhores e mais tradicionais faculdades de ensino jurídico do Brasil, demonstrando excelentes resultados nos Exames de Ordem, bem como no desenvolvimento da pesquisa jurídica brasileira.

## História
A faculdade foi fundada em 3 de junho de 1912 na cidade do Rio de Janeiro, então capital da República, sob o nome de Faculdade de Direito Teixeira de Freitas. Em cumprimento às diretrizes dos referidos diplomas legais, a faculdade obteve a inspeção preliminar por parte do Governo Federal, sendo, então, equiparada aos institutos congêneres por deliberação unânime do Conselho Superior de Ensino, tendo-se operado, nos termos dos arts. 11 e 25 do Decreto nº 11.530, de 18 de março de 1915, sua fusão com a Faculdade de Direito do Estado do Rio de Janeiro e, em 25 de março de 1915, nos termos do art. 26 do referido Decreto, passou a funcionar na cidade de Niterói, como instituto oficial do então Estado do Rio de Janeiro, conforme classificação prevista na Lei nº 1.299, de 3 de janeiro de 1915.
Após sua equiparação, passou a denominar-se Faculdade de Direito do Estado do Rio de Janeiro, corroborando a decisão da Congregação em 18 de junho de 1920. Seguiram-se a publicação e o registro no novo Estatuto. Desta forma, houve a necessidade de se adotar o nome de Faculdade de Direito de Niterói, em razão de ter passado a denominar-se Faculdade de Direito do Estado do Rio de Janeiro, aquela que seria mais tarde a Faculdade Nacional de Direito, conforme resolução do Conselho Superior do Ensino, em sessão de 22 de fevereiro de 1921, aprovando o Parecer nº 18, denominação com a qual concordou plenamente a Congregação da Faculdade, em sessão realizada a 4 de março do mesmo ano.
Em 19 de maio de 1921, por apostila lavrada no seu título de equiparação, o Ministro de Estado da Justiça e Negócios Interiores, agindo em nome do Presidente da República, resolveu declarar oficial a denominação de Faculdade de Direito de Niterói.
De conformidade com a Lei nº 3.345, sancionada pelo Governo do Estado em outubro de 1926, o edifício onde tinha sede, em próprio estadual, situado à Rua Visconde do Rio Branco, 15, passou a pertencer à Faculdade, sendo-lhe imposta a obrigação de manter em seus cursos, gratuitamente, 10 estudantes de baixo poder aquisitivo. A Escola, entretanto, declinou do favor do Governo, por ter optado pela aquisição de sede própria, em localização mais consentânea com seus objetivos, tendo, malgrado, mantido o compromisso de conceder gratuidade aos 10 alunos, que haviam sido indicados pelo Governo do Estado.
Pela Lei nº 2.721, de 30 de janeiro de 1936, houve a federalização da Faculdade, que foi incorporada ao então Ministério da Educação e Cultura. A partir da Lei 3.848, de 18 de dezembro de 1960, passou a integrar, juntamente com outras quatro faculdades federais já existentes em Niterói, a criada Universidade Federal do Estado do Rio de Janeiro (UFERJ).
No período do Estado Novo (Getúlio Vargas) a faculdade exerceu grande influência sobre o pensamento nacional, graças principalmente ao professor Oliveira Vianna, filósofo do presidente.
Finalmente, com a homologação do nome atual da UFF (Universidade Federal Fluminense) pela Lei nº 4.831, de 5 de novembro de 1965, a Faculdade passou a ter, desde então e até os presentes dias, a denominação de FACULDADE DE DIREITO DA UNIVERSIDADE FEDERAL FLUMINENSE.
No período da ditadura militar, o pensamento do jurista Oliveira Vianna foi resgatado para organizar o governo brasileiro.

## Graduação
- Titulação

Bacharel em Direito

## Pós-Graduação
Hoje a instituição possui diversos cursos de pós-graduação(Stricto Sensu e Lato Sensu).
Cursos de Pós-Graduação (Stricto Sensu)
1)- Programa de Pós-graduação em Sociologia e Direito;
2)- Programa de Pós-graduação em Justiça Administrativa;
3)- Programa de Pós-graduação em Direito Constitucional.
Cursos de Pós-Graduação (Lato Sensu)
1)- Especialização em Administração Pública
2)- Especialização em Direito Privado
3)- Especialização em Processo Civil
4)- Especialização em Direito Financeiro e Tributário